# François Barraud
Pour les articles homonymes, voir Barraud.
François-Emile Barraud, né le 14 novembre 1899 à La Chaux-de-Fonds et mort le 11 septembre 1934 à Genève, est un artiste peintre, dessinateur, graveur et sculpteur suisse.

## Biographie
François Barraud est issu d'une fratrie de sept enfants, dont quatre deviendront peintres (Charles, Aurèle et Aimé, en plus de François) et dont il sera le plus connu. Son père graveur est sur boîtiers de montres. Il passe son enfance à La Chaux-de-Fonds, où il suit les cours du soir de William Stauffer en compagnie de ses trois frères. Les quatre frères remportent souvent les premiers prix de l'Ecole d'art. En 1917 et 1918, la fratrie expose ensemble dans la salle de chant du Gymnase de La Chaux-de-Fonds. Les années 1920 sont marquées par un fort taux de chômage, qui pousse François et ses frères à accepter des travaux sur des chantiers. . En 1921, la commune leur propose de peindre pour elle, en échange des indemnités de chômage. Cet arrangement ne dure pas, en raison d'opposition à leur style de peinture.
En 1922, François part à Reims avec son frère Aimé, où ils dessinent les sculptures de la cathédrales ainsi que les motifs des tapisseries médiévales, placées dans l'édifice pour cacher les trous d'obus. Ils prennent aussi des cours du soir et exposent. En 1924, ils s'installent à Paris, chez une tante. En 1925, François retourne à Reims où il se marie avec Marie Farge.
En 1926, François souffre de fragilités pulmonaires et rentre à Lausanne, où il se fait soigner dans plusieurs sanatoriums, où il ne peut pas peindre tant qu'il voudrait. En 1927, Edmond Kramer, directeur d'une fabrique de bijouterie-joaillerie à La Chaux-de-Fonds, lui verse un salaire mensuel en échange des toiles qu'il peindra, mais ce n'est pas suffisant pour vivre de sa peinture. En 1930, Max Moos, célèbre galeriste genevois, et François Barraud signent un contrat, par l'intermédiaire de Cécile Dreyfus-Reymond. En échange d'un salaire mensuel, l'artiste s'engage à peindre quatre toiles par mois. Ce contrat débouche sur deux exposition personnelle à la galerie Moos en 1931 à Genève et en 1932 à la galerie le Portique à Paris.
Sa coopération avec Max Moos mène, en plus des expositions, à la rédaction de deux biographies, l'une par Lucienne Florentin, l'autre par Marguerite Genetti. L'enthousiasme du galeriste ne rencontre pas l'unanimité, et la presse romande critique le succès du peintre.
François Barraud meurt de la tuberculose en 1934, à l'âge de 34 ans, à Genève, alors que sa deuxième biographie n'est pas terminée. En 1940, grâce à ses contacts, Max Moose fait exposer une quarantaine de toiles de Barraud à New York, à la galerie Knoedler.

### Œuvre
François Barraud, comme ses frères, s'intéresse tout au long de sa vie à la figure humaine. Il peint donc souvent sa femme, ses frères ou des amis. Presque tous ses nus représentent sa femme, Marie, dans un atelier Il peint également des autoportraits . Il peint également de nombreuses natures mortes, comme ses frères Aimé et Aurèle. Cela peut être expliqué par leur goût pour la peinture de la fin du Moyen-Age et du XVII-XVIIIe siècle.
François Barraud avait mis au point un système de hiéroglyphes personnel, déchiffrable uniquement par sa famille et en particulier sa femme. Des messages codés dans cet alphabet sont visibles sur des toiles comme La Luronne ou Bouteilles et raisins.

## Rétrospectives
- 2005 :
  - Kunstmuseum de Winterthur
  - Musée des beaux-arts de La Chaux-de-Fonds

## Galerie de peintures

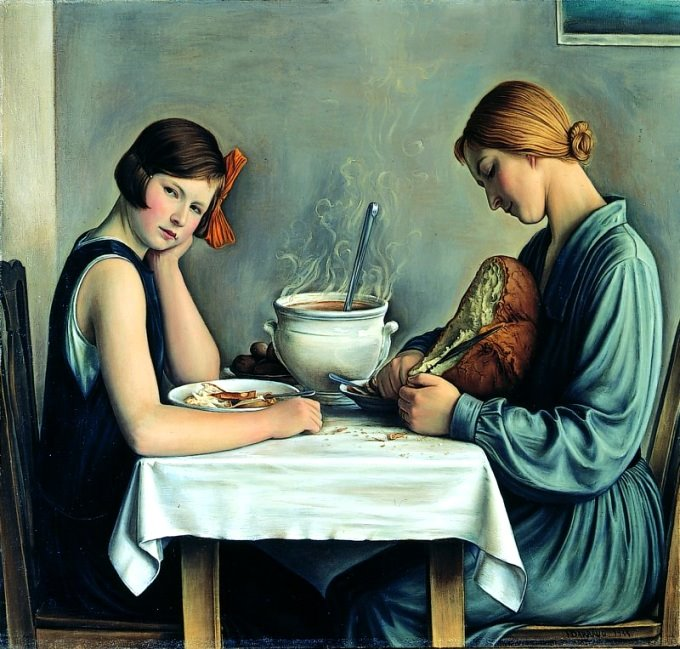
La Tailleuse de soupe, 1933, huile sur toile.
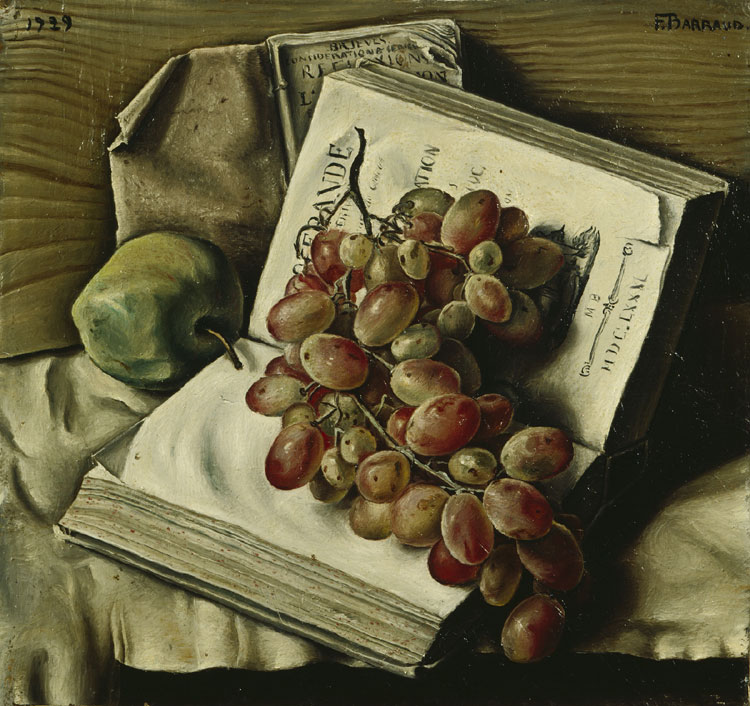
Nature morte aux raisins, à la pomme et aux deux livres.
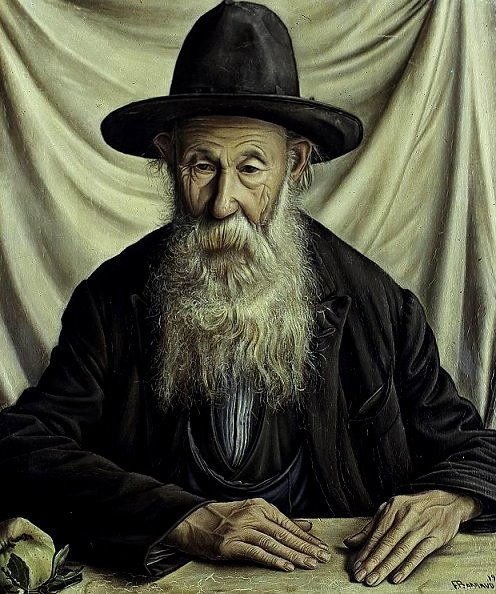
Le Maraudeur.
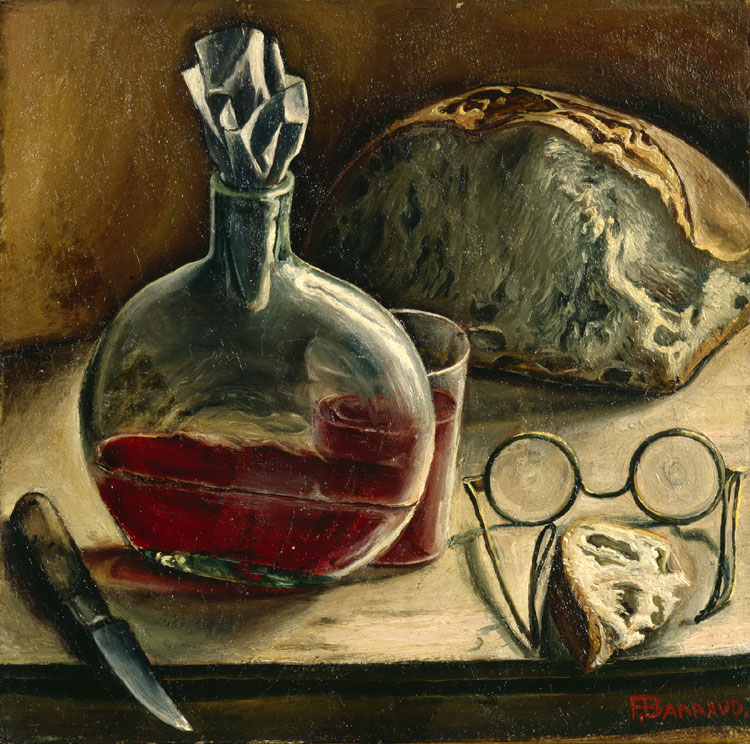
Nature morte avec carafe de vin, pain et lunettes.
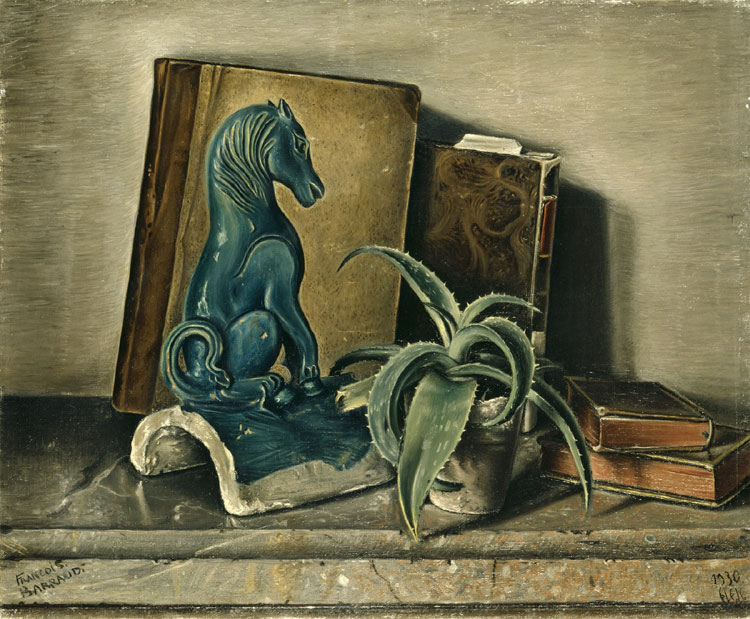
Le bibelot de Chine.
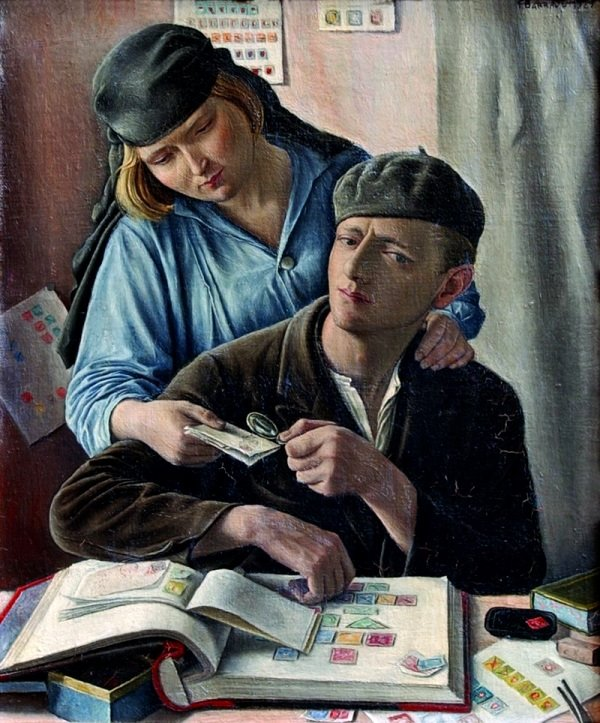
Le Philateliste.
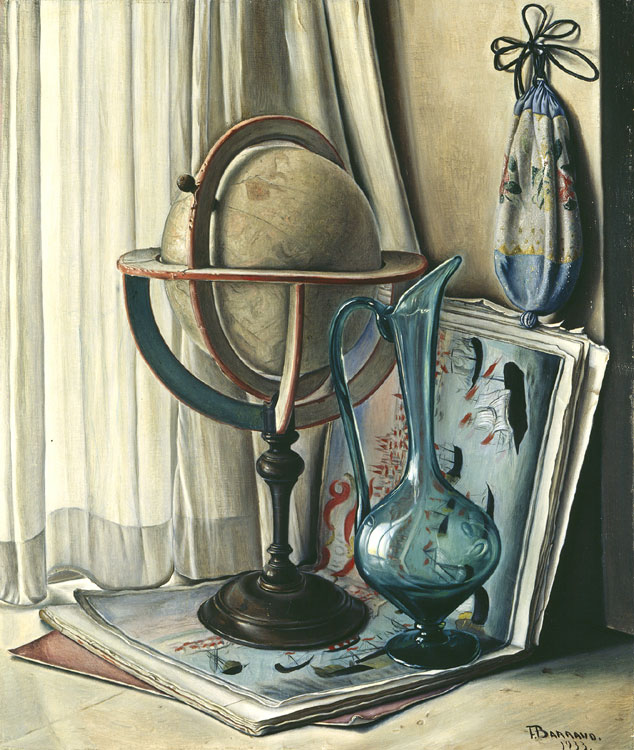
Mappemonde et carafe verte.
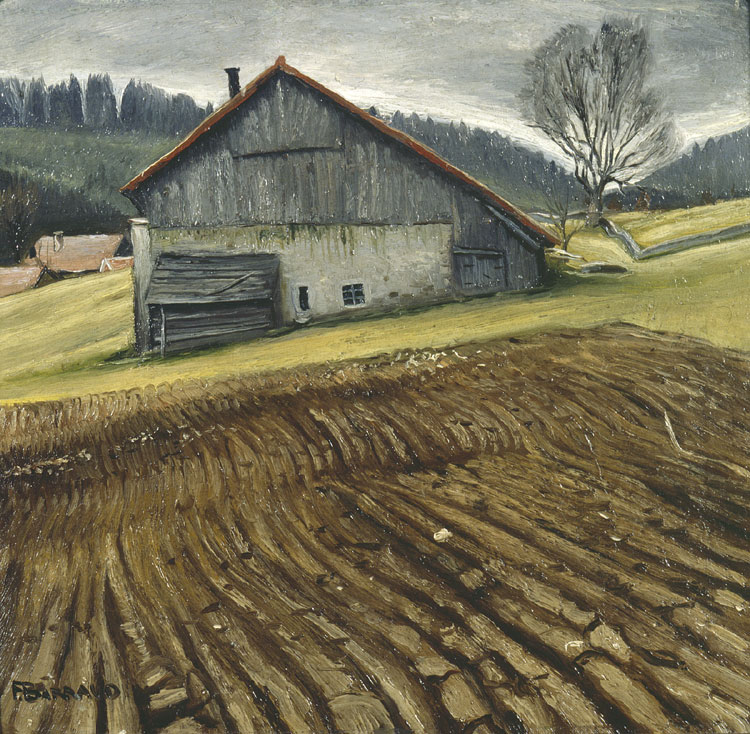
Paysage de labour.
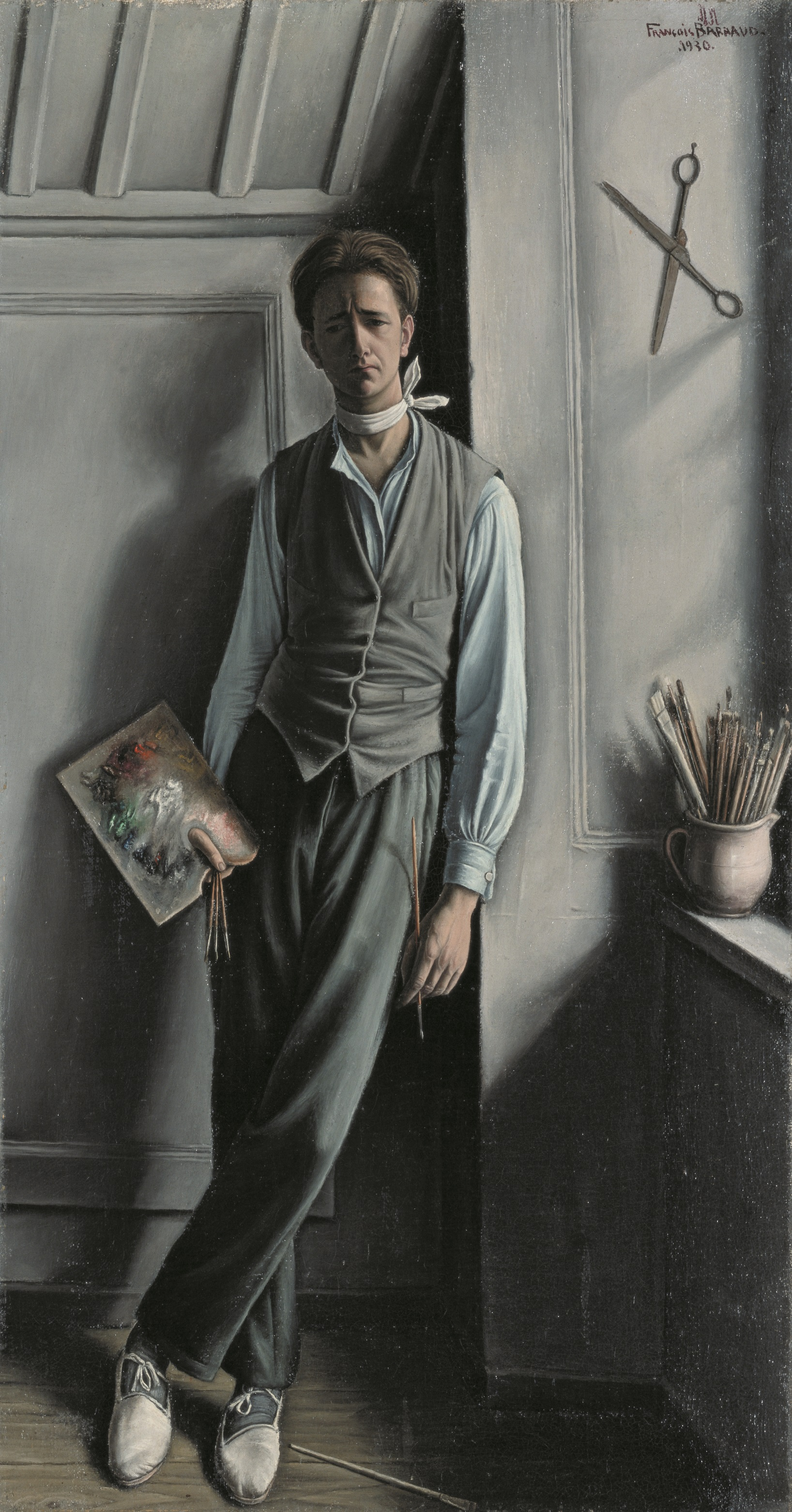
Autoportrait (le fou, le François).
François Barraud, Les Musiciens (les quatre frères Barraud), 1921
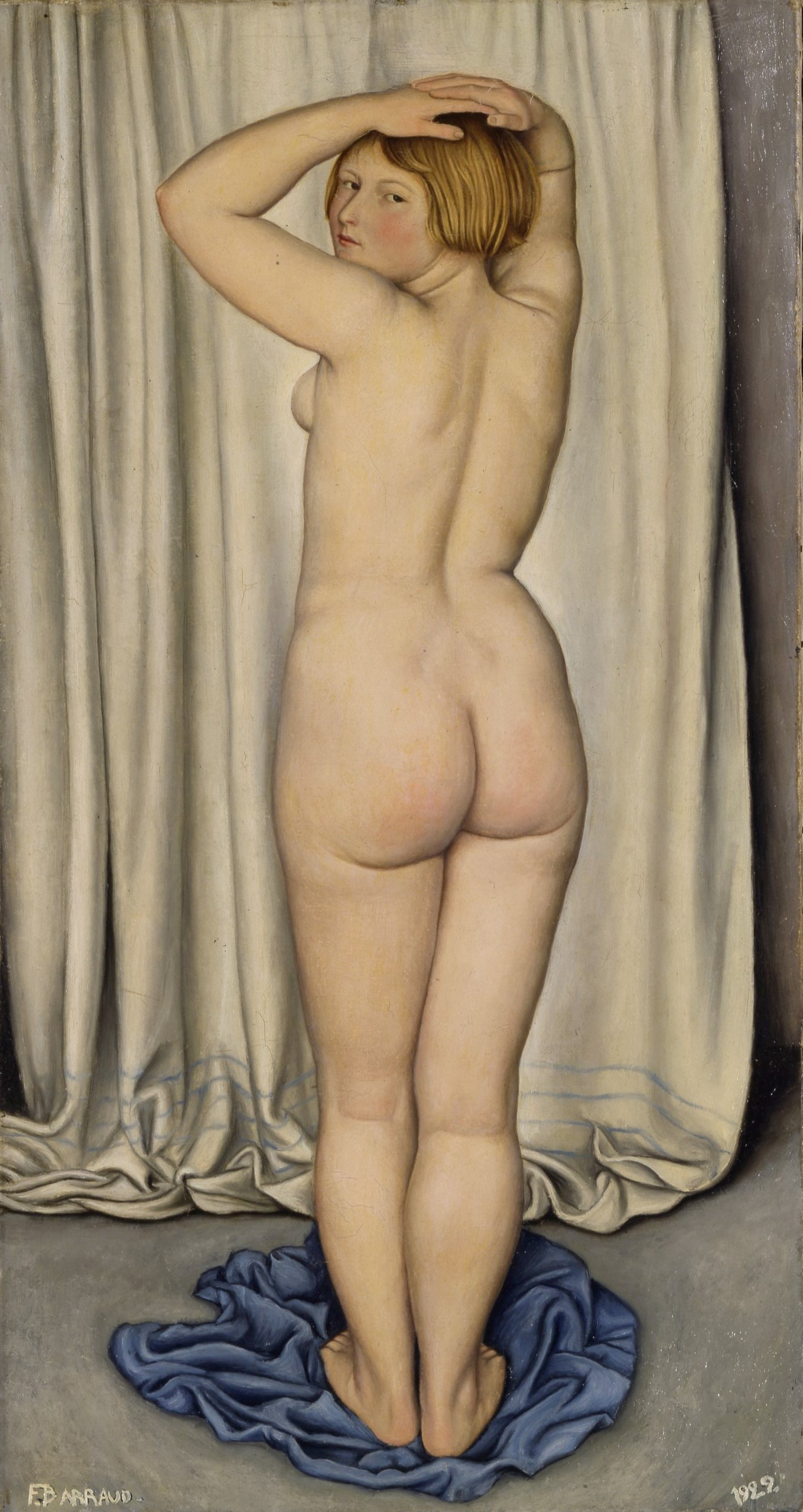
François Barraud, Nu de dos, 1929